# 陳大有
陳大有（16世紀—16世紀），廣東廣州府番禺縣石子頭人，明朝政治人物。

## 生平
陳大有是嘉靖二十二年（1543年）癸卯科廣東鄉試舉人，四十二年（1563年）授仙遊知縣，當時倭寇攻陷興化府，從寧海入侵仙遊，縣西叛民附和，四十三年（1564年）二月包圍城池，人民惶恐打算逃遁，他向民眾說：「我誓和縣城共存亡，敢游繩離開者斬！」於是他訓練部伍，揀選精銳充當游兵巡邏城下，和兩位家僮日夜在南城樓巡視，其中一位家僮陳二被賊射殺，他也不畏懼，拿出金錢獎勵殺賊者，被賊殺者則重金助喪，士卒因而奮勇爭先。同時他重修土城，在外設置木柵，賊人攻擊時城內游兵左右協擊，城上射箭輔佐，又不時招徠死士乘賊人怠倦而偷襲其營地，製造流星飛鉤破壞賊人的竹陴與雲梯；賊人造呂公車攻城，他就在車輛所經處，暗中插下松樁，設置土穴，車輛來臨總會翻側，令對方驚卻，戰事前後相持五十多日，百姓救死扶傷，沒有離志，戚繼光救兵到達，賊人敗散，城得保全，上級交薦紀功，士民為此刻《保障殊勳錄》，他亦寫下《巡城方略》紀錄。

## 引用
1. 1 2  同治《番禺縣志·卷四十·列傳九》：陳大有，石子頭人，由南海學舉嘉靖二十二年鄉試，四十二年知仙遊縣，時戚繼光已破倭還浙，而新倭至陷興化，明年二月圍仙遊，民驚思遁，大有令敢踰垣者斬，賑窮乏、分部伍、簡精銳，晝夜巡緝，縋死士斫賊，營相持五十餘日繼光兵至，敗賊于城下，又追敗之王倉坪，斬首級數百，餘多墜厓谷死，存者奔漳浦，繼光分五哨追擊之，倭出海去，著有《保障錄》、《巡城方略》傳于世，子汝紀、汝維俱庠生。 據《福建通志》、任志參修
2. ↑  同治《仙遊縣志·卷二十八·職官志》：陳大有，廣東南海人，嘉靖四十二年由舉人知縣事，時倭寇四千餘乘破莆餘焰，從寧海間道直薄城下，邑西叛民附之，舒肘環城者三，匝人惶恐思遁，大有諭眾曰：「吾誓與此城存亡，敢縋垣者斬！」乃明賞罰、嚴部伍，攜二家僮宿南城樓，晝則傅餐，夜不帖席；一僮名陳二，為賊射殺，公無懾志，益發帑殺賊者重賞，為賊殺者重賻，士卒競奮。復重修土城外設木柵，簡閱精銳為游兵巡邏城下，賊來則堅紮，土城內以游兵左右協擊，城上矢石佐之，間縋死士乘賊怠而斫其營，又造流星飛鉤，而賊之竹陴雲梯轉為所絀；賊造呂公車攻城，大有度車所經地，潛插松樁設土穴，車至輒覆，賊驚却，前後相持積五十餘日，百姓救死扶傷終無離志，戚繼光兵至賊敗散，城得以全，兩臺交疏紀功，士民為刻《保障殊勳錄》云。